# 澳門勞工法
澳門勞工法早在1984年已定立。當時澳門經濟發展迅速，大量的勞動人口從中國大陸湧入澳門的勞動市場，導致勞動市場上人力供過於求，使工人們的工資下降，失去議價能力，於時工人要求政府進行干預，立法保障。1981年起，澳門工會聯合總會先後六次與當時的社會事務政務司會面，反映工人的權益，於是澳葡政府在1984年訂了《勞動關係法》，保障工人的權益，接著亦成立了勞工事務署。現今的澳門勞工法很大程度上沿自該法例。

## 入職及離職
如僱用合約沒有列明試用期，則推定僱員試用期為90天，同限期式合同則為30天。雙方可在試用期內解除僱用關係而不需另作通知或賠償，如已工作超過90天則需要提前7天通知或賠償。如果合約列明解除合同的預先通知期，在試用期內僱主預先通知期上限15日，而僱員則為7日。試用期後雙方可另定預先通知期，但僱員的通知期不得長於僱主的。當僱主以不合理理由解除合同時，僱員可按年資獲得7天至20天的報酬。

## 工作時間
澳門《勞動關係法》在1984年立法，當中訂明在職者每天正常工時為超過8小時，每星期為48小時上限，每個工作天須有不少於30分鐘的休息，避免僱員連續工作超過五小時，而僱員一天的連續工時上限為16小時。如果需要超時工作，僱主必需支付超時工資薪酬，金額為薪酬的額外20%。
澳門的夜間工作時段是在凌晨0時至早上6時，期間僱員有權收取額外20%報酬。此外輪班工作員工亦有權收取額外10%報酬。

## 最低工資
香港在2006年曾推出「工資保障運動」，鼓勵企業自發承諾以不少於最低工資聘請清潔員及保安員，但效果不彰，而香港最終在2011年實行不限行業的最低工資。澳門吸納香港的方法，在2016年1月1日針對清潔及保安員實行最低工資，時薪為30澳門元。
澳門全面最低工資諮詢在2017年底展開詢，於2020年11月1日正式生效，最低時薪為32澳門元，與香港一樣為兩年一檢。2024年1月1日起，最低工資調升至34澳門元。

## 休息日及假期
僱員每星期享有一天（連續24小時）的休息日。
澳門每年有20天公眾假期，但這些公眾假期不是法定休息日，而是這20天公眾假期中有10天強制性假日，僱主必需在這10天給于僱員休息。如果僱員需在該天工作，僱主需在三個月內提供補假及額外一天薪金報酬，或兩天休假。如果僱主選擇不提供補假，則須提供額外兩天薪金報酬。因此如果僱主選擇全年均以金錢補償，僱員是可以全年都沒有享受公眾假期。
澳門規定員工工作滿3個月便可以按比例享有年假，每年最少6天年假。病假方面，僱員每年可享有最少6天有薪病假。澳門的有薪年假和病假的法定下限，是大中華地區最少的。
香港在2017年施政報告提出把產假由10星期提升至14星期，但與此同時澳門的產假只有8星期。澳門在2017年9月開始諮詢修改勞動關係法的產假，提升至10星期，同時亦討論增設侍產假。最終侍產假和10星期有薪產假在2020年5月26日正式生效，每名男性員工可享有5天有薪侍產假。

## 未成年員工
僱主不得安排未成年員工在晚上9時至翌日上午7時期間工作，亦不能要求超時工作或進入十八歲以下禁止進入的地方工作。

## 外部連結
- 勞工事務局勞動法例 （页面存档备份，存于）